# کیناروما
کیناروما (به سوئدی: Kinnarumma) یک منطقهٔ مسکونی در سوئد است که در بخش بوروس واقع شده‌است. کیناروما ۰٫۴۱ کیلومتر مربع مساحت و ۲۵۳ نفر جمعیت دارد.